# 矢口凛香
矢口 凛香（やぐち りんか、1979年1月10日 - ）は、日本の元AV女優。
埼玉県出身。血液型:A型。身長:152cm。スリーサイズ:B82(D-65)・W55・H81。。

## 略歴・人物
1999年7月に『たんぽぽ』でデビューしたロリ系のAV女優である。
名前は元モーニング娘。の矢口真里が由来。顔や小柄な体型が似ていることから。
2001年頃に引退。

## 出演作品

### アダルトビデオ
1999年
- たんぽぽ （7月25日、ビッグモーカル）
- Temptation ～誘惑～ （8月29日、ビッグモーカル）
- 限界猥褻 （9月30日、ビッグモーカル）
- 恥辱に目覚めて… （10月18日、HRC）
- education やさしく・激しく・イジめて （11月18日、HRC）
- 女子校生 淫靡白書 10 （12月1日、アイデアポケット）
- ロリータいじり 2 淫交 （12月10日、ワイルドサイド）

2000年
- マニアの生贄 （1月28日、ワイルドサイド）
- 未性年 （3月24日、ワイルドサイド）
- 雪村亭日記 その参 （5月30日、サンセットカラー）
- 雪村亭日記 その四 （5月30日、サンセットカラー）
- Bejean 9 （8月9日、桃太郎映像出版）
- 背徳堕天使 （10月13日、シネマジック）
- お嬢さま （10月25日、桃太郎映像出版）
- 寝取り縄 妄想の貴女 （12月1日、サンセットカラー）

2001年
- from heart 2 （1月10日、桃太郎映像出版）
- 半熟・縄羞恥 （7月26日、アッパー企画）

発売日不明
- 微笑 （ANARCHY）
- スペルマエンジェル 3 （ディープス）

## 電子書籍
- 淫縛 3 （2001年4月13日、イエローボックス）
- 女子校生飼育 （2002年5月23日、イエローボックス）
- ザ・撮影現場 『ラブコレ!』 矢口凛香デジタル写真集 （2007年5月10日、pad inc.,）